# Citronellol
Le citronellol est un composé organique de formule brute C10H20O. Il est obtenu par distillation des essences de géranium et de citronnelle. Il est également présent dans la rose ainsi que dans la noix de muscade.

## Préparation
Le citronellol peut être préparé par hydrogénation du géraniol ou du nérol.

## Utilisations
Le citronellol est utilisé dans les parfums et dans les produits anti-insectes. Le citronellol est efficace pour éloigner les moustiques à une courte distance, mais cette protection est moins efficace quand le sujet s'éloigne de la source.